# کرستویو هیلز (کنتاکی)
کرستویو هیلز (به انگلیسی: Crestview Hills) شهری در ایالت کنتاکی کشور ایالات متحده آمریکا است که جمعیت آن در سرشماری سال ۲۰۱۰ میلادی، ۳٬۱۴۸ نفر بوده‌است.